# NGC 7038A
NGC 7038A is een balkspiraalstelsel in het sterrenbeeld Indiaan. Het hemelobject werd op 30 september 1834 ontdekt door de Britse astronoom John Herschel.

## Synoniemen
- ESO 235-80
- PGC 66421